# Douradina (Paraná)
Douradina ist ein brasilianisches Munizip im Bundesstaat Paraná. Es hat 9.161 Einwohner (2022), die sich Douradinenser nennen. Seine Fläche beträgt 420 km². Es liegt 402 Meter über dem Meeresspiegel.

## Etymologie
Der Name stammt von der Serra dos Dourados, auf der das Munizip liegt.

## Geschichte
In den 1950er Jahren wurde im Nordwesten von Paraná, in der Parzelle 8 des Bezirks Peabirú, dem heutigen Bezirk Umuarama, ein neues Dorf gegründet. Am 25. Juni 1952 kam Antônio Lustosa de Freitas mit seiner Familie an. Er brachte 22 Bauern mit. Er sollte auf Wunsch seines Onkels, des Abgeordneten Antônio Lustosa de Oliveira als Vorarbeiter dort in einem Waldgebiet leben. Oliveira besaß 2000 Alqueires Land (knapp 50 km²), das er von der Regierung von Paraná im Tausch gegen Grundbesitz in der Gegend von Guarapuava erworben hatte. Er schenkte seinem Neffen 55 Alqueires (etwa 130 ha), aus denen später die Fazenda Santa Rosa wurde.
Salvador Lopes Gomes, ehemaliger Stadtrat von Maringá, hatte in den 1950er Jahren mit einem Bankkredit in Curitiba ein Grundstück erworben. Gomes erreichte das Land auf dem Flussweg per Boot auf dem Paraná, dann über den Ivaí. Von dort waren es drei Tage Fußmarsch durch den Wald, bis er die Markierung der ersten 1000 Alqueires fand, die er erworben hatte. Zu dieser Zeit hatte Lustosa bereits sein Land nebenan, auf dem die ersten Indianer auf der Suche nach Nahrung auftauchten. 
Danach begann Gomes mit dem Bau der ersten Straße nach Umuarama. Dafür mussten 4 Holzbrücken gebaut werden. Er teilte die 1000 Alqueires in Partien von etwa 15 Alqueires ein, die an seitherige Landpächter aus der Region Maringá und São Jorge verkauft werden sollten. Mit der Planung beauftragte er den Ingenieur Shoju Sato zusammen mit seinem Sohn Cândido Sato und einem weiteren jungen Mann namens Vaquizaqui. Diese nahmen die gesamte Vermessung der Bäche und Höhenzüge vor. Dann erwarb er weitere 1100 Alqueires neben dem ersten Teil, auf denen er Bauernhöfe abmarkte. Auf den höhergelegenen Flächen projektierte er in den dafür reservierten 43 Alqueires die Straßen der Stadt. 
Douradina wurde durch das Staatsgesetz Nr. 7107 vom 17. Januar 1979 in den Rang eines Munizips erhoben und am 1. Februar 1983 als Munizip installiert.

## Geografie

### Fläche und Lage
Douradina liegt auf dem Terceiro Planalto Paranaense (der Dritten oder Guarapuava-Hochebene von Paraná) auf 23° 22′ 51″ südlicher Breite und 53° 17′ 31″ westlicher Länge. Es hat eine Fläche von 420 km². Es liegt auf einer Höhe von 402 Metern.

### Vegetation
Das Biom von Douradina ist Mata Atlântica.

### Klima
In Douradina herrscht tropisches Klima. Die meiste Zeit im Jahr ist mit erheblichem Niederschlag zu rechnen. Selbst im trockensten Monat fällt eine Menge Regen. Die Klimaklassifikation nach Köppen und Geiger lautet Af. Es herrscht im Jahresdurchschnitt eine Temperatur von 22,9 °C. Innerhalb eines Jahres gibt es 1512 mm Niederschlag.

### Gewässer
Der Rio das Antas bildet die nordöstliche Grenze des Munizips. Er fließt zusammen mit seinen Nebenflüssen Córrego da Onça und Córrego Capivara ebenso wie der Córrego São Jorge nach Norden zum Rio Ivaí. Entlang der westlichen Grenze fließt der Córrego 215 ebenfalls zum Rio Ivaí. 

### Straßen
Douradina liegt an der PR-082 von Porto Camargo am Paraná nach Cianorte. Über die PR-680 kommt man im Süden nach Umuarama. 

### Nachbarmunizipien
|       | Santa Cruz de Monte Castelo und Santa Isabel do Ivaí |        |
| Ivaté | Kompassrose, die auf Nachbargemeinden zeigt          | Tapira |
|       | Maria Helena                                         |        |

## Stadtverwaltung
Bürgermeister: Oberdam José de Oliveira, PSL (2021–2024)

## Demografie

### Bevölkerungsentwicklung
| Jahr | Einwohner | Stadt | Land |
| ---- | --------- | ----- | ---- |
| 1991 | 6.578     | 49 %  | 51 % |
| 2000 | 6.160     | 60 %  | 40 % |
| 2010 | 7.445     | 70 %  | 30 % |
| 2022 | 9.161     |       |      |

Quelle: IBGE, bis 2010: Volkszählungen und Volkszählung 2022

### Ethnische Zusammensetzung
| Gruppe *    | 1991    | 2000    | 2010    | |
| ----------- | ------- | ------- | ------- | --- |
| Weiße       | 59,8 %  | 61,0 %  | 60,2 %  | wer sich als weiß erklärt                                                                                     |
| Schwarze    | 2,0 %   | 2,9 %   | 4,2 %   | wer sich als schwarz erklärt                                                                                  |
| Gelbe       | 1,5 %   | 1,2 %   | 1,1 %   | Personen fernöstlicher Herkunft wie japanisch, chinesisch, koreanisch etc.                                    |
| Braune      | 36,4 %  | 34,3 %  | 34,4 %  | wer sich als braun erklärt oder wer sich mit einer Mischung von zwei oder mehr der fünf Gruppen identifiziert |
| Indigene    | 0,1 %   | 0,2 %   | 0,0 %   | wer sich als Ureinwohner oder Indio erklärt                                                                   |
| ohne Angabe | 0,2 %   | 0,4 %   | 0,0 %   | |
| Gesamt      | 100,0 % | 100,0 % | 100,0 % | |

*) Das IBGE verwendet für Volkszählungen seit 1991 ausschließlich diese fünf Gruppen. Die Gruppenzugehörigkeit wird bei der Befragung vom Einwohner selbst festgelegt. Das IBGE verzichtet bewusst auf Erläuterungen.
Quelle: IBGE (Stand: 1991, 2000 und 2010)